# ارنست هنری
ارنست هنری (انگلیسی: Ernest Henry; ۱۳ مهٔ ۱۹۰۴ – ۳ ژوئن ۱۹۹۸) شناگر اهل استرالیا بود.
وی در مسابقات کشوری و بین‌المللی در مجموع برندهٔ ۱ مدال نقره شده‌است.